# Thymoites palo
Thymoites palo es una especie de araña araneomorfa del género Thymoites, familia Theridiidae. Fue descrita científicamente por Levi en 1967.
Habita en Brasil.